# Wade Mainer
Wade Mainer (* 21. April 1907 bei Weaverville, Buncombe County, North Carolina; † 12. September 2011 in Flint, Michigan) war ein US-amerikanischer Old-Time- und Bluegrass-Musiker. Mainer spielte zusammen mit seinem Bruder J.E. Mainer eine entscheidende Rolle in der Entwicklung des Bluegrass. 

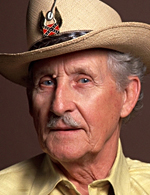
Wade Mainer in jüngster Vergangenheit

## Leben

### Kindheit und Jugend
Wade Mainer wuchs auf einer Farm nahe Weaverville auf. Mainers größerer Bruder J.E. begann als Jugendlicher, Fiddle mit ihrem Cousins Roscoe und Will Banks zu spielen, die auf Barn Dances auftraten. Mit ungefähr 12 Jahren begann Mainer, Banjo zu spielen, entwickelte jedoch einen eigenen 2-Finger-Stil, mit dem er die Saiten zupfte und nicht, wie es damals üblich war, im „Clawhammer style“ alle Saiten akkordartig anzuspielen.

### Karriere

#### Anfänge
Nachdem Bruder J.E. nach Concord gezogen war, um in den dortigen Textilfabriken zu arbeiten, folgte ihm Wade Mainer. Zusammen mit Lester und Howard Lay gründeten sie eine Band und spielten auf Veranstaltungen in der Umgebung. 1934 waren sie bereits so populär, dass sie für WBTs Crazy Barn Dance engagiert wurden. Zusammen mit Zeke Morris und Daddy John Love gründeten sie die Crazy Mountaineers, mit denen sie auf WBT in Charlotte und auf WWNC in Asheville spielten. Am 6. August 1935 hielten die Mountaineers eine Session für Bluebird Records ab, auf der auch ihr Hit Maple on the Hill / Take Me a Lifeboat eingespielt wurde.
Nachdem die Crazy Mountaineers den Crazy Barn Dance jedoch verließen, brach die Gruppe auseinander. J.E. Mainer spielte danach mit Snuffy Jenkins in einer Band.

#### Mit den Morris Brothers
Mainer und Morris führten ihre musikalische Partnerschaft fort und waren weiterhin regelmäßig auf WWNC in Asheville zu hören, später über WPTF in Raleigh. Während das Duo bei Auftritten auch von Fiddlern wie Homer Sherrill, Tiny Dotson oder Steve Ledford begleitet wurde, spielten auf den ersten Aufnahmen im Februar 1936 für Bluebird nur Mainer und Morris.
Mit dem Eintritt von Morris‘ kleinem Bruder Wiley als Sänger und Gitarrist wurde die Band zu einem Trio ausgeweitet. Zeke Morris wechselte danach zur Mandoline. Während ihrer Zeit bei WPTF trafen Mainer und die Morris Brothers Charlie und Bill Monroe, damals als Monroe Brothers bekannt. Die Musiker wurden schnell Freunde und bestritten auch Auftritte gemeinsam. Obwohl keiner den Stil der anderen kopierte, scheint es doch wahrscheinlich, dass Bill Monroe stark von Mainers Banjo-Stil beeinflusst wurde. Die Formation Fiddle-Gitarre-Banjo-Mandoline sollte Monroe später mit seinen Bluegrass Boys übernehmen.

#### Mit den Sons of the Mountaineers
Trotz der erfolgreichen Partnerschaft mit den Morris Brothers trennte Mainer sich von ihnen und hatte 1937 bereits eine neue Band gegründet, die Sons of the Mountaineers. Mit ihnen spielte er auf verschiedenen Radiosendern in North Carolina und machte weiterhin Aufnahmen für Bluebird. Der größte Hit aus dieser Zeit war Sparkling Blue Eyes. Die erste Besetzung der neuen Band bestand aus Mainer, Jay Hugh Hall (Bruder von Roy Hall), Clyde Moody und Steve Ledford – später kamen auch Jack und Curly Shelton, Tidy Dotson, Red Rector oder Fred Smith hinzu.
Die erste Session der Sons of the Mountaineers fand am 27. Januar 1938 statt, die vorerst letzte im September 1941.
Während des Zweiten Weltkrieges wurden keine Aufnahmen gemacht und Auftritte fanden lediglich sporadisch statt, bis sie schließlich ganz abklangen. Eine Ausnahme war hier das Konzert von Mainer und seiner Band im Weißen Haus in Washington, D.C., das sie auf Einladung Eleanor Roosevelts, Präsident Franklin D. Roosevelts Frau, veranstalteten.

#### Spätere Karriere
Nach dem Krieg organisierte Mainer die Sons of the Mountaineers neu und erhielt, wie sein Bruder J.E., einen Plattenvertrag bei King Records aus Cincinnati (Ohio); jedoch konnte der Erfolg dieser Aufnahmen nicht an den Erfolg früherer Bluebird-Platten heranreichen, da traditionelle Old-Time Music praktisch auf dem kommerziellen Musikmarkt nicht mehr vorhanden war.
1953 zog Mainer sich aus dem Musikgeschäft zurück und zog mit seiner Frau nach Flint (Michigan), wo er bei General Motors arbeitete. Erst in den 1960er-Jahren kehrte er zu musikalischen Aktivitäten zurück, als der Country-Star Molly O’Day ihn für einige Country-Gospel-Alben als Begleitmusiker ins Studio holte. Seitdem war Mainer wieder musikalisch aktiv, trat auf Festivals auf, gab Interviews in der Fachpresse und spielte einige Alben ein.
Der seit 1973 im Ruhestand lebende Mainer trat bis zuletzt, trotz seines hohen Alters, vereinzelt auf. Folk- und Bluegrassmusiker wie Bill Monroe, Doc Watson oder Ralph Stanley schätzten ihn für sich als einflussreich.
Wade Mainer verstarb am 12. September 2011 im Alter von 104 Jahren.